# Mikhail Bakunin (personaggio)
Mikhail Bakunin è un personaggio della serie televisiva statunitense Lost, interpretato da Andrew Divoff. Prende il nome dal filosofo e rivoluzionario anarchico russo Michail Bakunin.

## Biografia

### Prima dell'arrivo sull'isola
Mikhail Bakunin nasce il 12 novembre di un anno imprecisato (intorno al 1964, poiché ha circa quarant'anni nel 2004). In circostanze sconosciute, perde l'occhio destro, coprendolo poi con una benda nera. Secondo quanto racconta a Sayid e a Kate, Bakunin nacque a Kiev. Fece parte dell'esercito sovietico come medico da campo, combattendo come soldato in Afghanistan, e di un gruppo in una stazione d'ascolto a Vladivostok. In seguito allo scioglimento della sua unità, intorno agli anni novanta, fu congedato dall'esercito. Mentre cercava un nuovo lavoro, vide un annuncio su un giornale: Ti piacerebbe salvare il mondo?; rispose all'offerta di lavoro e si unì al Progetto DHARMA, arrivando sull'isola attorno al 1994, a bordo del sottomarino. In realtà si scoprirà in seguito come quest'ultima parte delle sue affermazioni sia del tutto falsa.

### Sull'isola
Sempre mentendo, Bakunin sostiene di essere stato assegnato alla stazione Fiamma come addetto alle comunicazioni.
In seguito all'"incidente", gli Altri gli avrebbero consentito di restare a vivere nella stazione Fiamma, se fosse rimasto entro i confini stabiliti.
Nella terza stagione, tramite i monitor della stazione La Perla, John Locke, Sayid, Desmond, Nikki e Paulo videro il volto di Mikhail per la prima volta.
L'incontro con i sopravvissuti del volo 815 avvenne invece giorni dopo, quando Kate, John, Sayid e la Rousseau scoprirono la Fiamma.
Mikhail possiede un gatto, chiamato Nadia (in onore di Nadia Comăneci), che gli tiene compagnia nella Fiamma.
Esegue ciecamente ogni ordine di Ben.
Dopo che Kate, John, Sayid e la Rousseau distrussero la Fiamma, Mikhail fu tenuto come prigioniero, ma, davanti alla barriera sonica degli Altri, Locke lo spinse oltre questa per accertarsi che fosse attivata: Mikhail "muore".
Si scopre inoltre che fu lui a dare a Ben la lista dei passeggeri del volo 815.
Giorni dopo la sua "morte", ricompare davanti a Charlie, Desmond e Hurley nel bel mezzo della foresta, e aiuta i tre a salvare la vita di Naomi, a patto che i tre lo lascino poi scappare.
Nell'episodio Attraverso lo specchio, viene trafitto da una fiocina sparata da Desmond all'interno della stazione subacquea Specchio, ma con le forze rimaste riesce a scappare e a distruggere un oblò con una granata, uccidendo se stesso e Charlie.

## Abilità
Come ex militare è esperto nell'uso delle armi e nel combattimento corpo a corpo. Può tenere il passo con Sayid ma non batterlo a causa della differenza di età. Un'altra caratteristica di Mikhail, è quella di resistere a incidenti che per altre persone sarebbero mortali, ma ciò non si sa se è ricondotto a particolari capacità del personaggio, ai poteri curativi dell'isola oppure a possessioni del Fumo Nero (ipotesi plausibile in quanto egli cerca sempre di uccidere i Candidati).
Nella realtà parallela della sesta serie, inoltre, dimostra di saper parlare il coreano.